# ラトランド郡 (バーモント州)
ラトランド郡（英: Rutland County）は、アメリカ合衆国バーモント州の南西部に位置する郡である。人口は6万0572人（2020年）。郡庁所在地はラトランドであり、同郡で人口最大の都市である。
ラトランド郡はバーモント州で2番目に人口が多い郡だが、人口は減少傾向にある。

## 歴史
1781年2月16日、ラトランド郡はベニントン郡から分離して設立された。1781年6月26日から1782年2月23日まで、バーモントはハドソン川の東にあるニューヨーク州領（いわゆるウェストユニオン）を併合しようとしていた。この地域の住民はバーモントのタウンシップ政府形式を好んでおり、バーモントは領域の拡大によって交渉力を得たいと考えた。しかし、ニューヨーク州はこの地域の支配権を手放さなかった。ほぼ7か月の間、ラトランド郡はニューヨーク州のシャーロット郡（現在のワシントン郡）の一部を支配していた。
1783年2月、ラトランド郡からオレンジ郡にブルックフィールドとランドルフの町を、またウィンザー郡にベセルとロチェスターの町を移管した。1785年10月18日、ラトランド郡の北にアディソン郡が設立された。
1787年2月27日、ラトランド郡からウィンザー郡にストックブリッジ町が移管された。続いて1792年10月31日、ラトランド郡はウィンザー郡から領域の割譲を受けた。このときジャクソンズゴアからマウントホリー町が、またラドローとウォーリングフォードの町が作られた。1797年3月2日、ラトランド郡からウィンザー郡にベントンズゴア町が移管された。
1805年10月25日、ラトランド郡マウントテイバー町がベニントン郡ペルー町から一部を獲得し、ラトランド郡の領域が増えた。1806年10月29日、ラトランド郡のピッツフィールド町からウィンザー郡ロチェスター町に小部分が移管された。1813年11月15日、ピッツフィールド町がウィンザー郡ストックブリッジ町から小部分の移管を受けたが、あまりに小さな領域だったので、地図にも載らないくらいだった。1814年11月9日、ラトランド郡フィラデルフィア町からアディソン郡ゴーシェン町に一部が移管された。1822年10月22日、郡内のピッツフィールド町がウィンザー郡ストックブリッジ町から小部分の移管を受けた。1823年11月3日、郡内シュルーズベリー町がウィンザー郡プリマス町から小部分の移管を受けた。1824年11月15日、ラトランド郡ピッツフィールド町からウィンザー郡ロチェスター町に小部分が移管された。1825年11月17日、郡内ドーセット町がウィンザー郡マウントテイバー町から小部分の移管を受けた。
1839年11月7日、州議会はラトランド郡からアディソン郡への小部分の移管を承認し、ホワイティング町がオーウェル町から一部を譲り受けた。しかし、この移管が有効になったという証拠は残っていない。1847年12月1日、オーウェル町がアディソン郡に移管された。1855年3月6日、ラトランド郡ブランドン町から、アディソン郡ゴーシェン町に「クレメンス・ランド」が移管された。
1870年11月10日、州議会はウィンザー郡からラトランド郡への小部分の移管を承認し、ウェストン町からマウントホリー町に一部が移管された。しかし、この移管が有効になったという証拠は残っていない。1880年4月7日、プールトニー川流路が変化したために、ラトランド郡のフェアヘイブン村西の小部分がニューヨーク州ワシントン郡に移管された。この修正も小さなものなので、地図に載らなかった。1884年11月21日、ラトランド郡パーカーズゴアがウィンザー郡ストックブリッジ町に移管された。1895年10月8日、ラトランド郡マウントテイバー町からウィンザー郡ウェストン町に一部が移管された。

## 地理
アメリカ合衆国国勢調査局に拠れば、郡域全面積は945平方マイル (2,450 km2)であり、このうち陸地933平方マイル (2,420 km2)、水域は12平方マイル (31 km2)で水域率は1.30%である。郡内の主要河川は南から北に流れるオッター・クリークである。

### 隣接する郡
- アディソン郡 - 北
- ウィンザー郡 - 東
- ベニントン郡 - 南
- ワシントン郡 (ニューヨーク州) - 西

### 国立保護地域
- グリーン・マウンテン国立の森（部分）
- ホワイトロックス国立レクリエーション地域（部分）

## 人口動態
以下は2000年国勢調査による人口統計データである。
| 基礎データ - 人口: 63,400 人 - 世帯数: 25,678 世帯 - 家族数: 16,742 家族 - 人口密度: 26人/km2（68人/mi2） - 住居数: 32,311 軒 - 住居密度: 13軒/km2（35軒/mi2） 人種別人口構成 - 白人: 90.07% - アフリカン・アメリカン: 0.98% - ネイティブ・アメリカン: 0.23% - アジア人: 0.39% - 太平洋諸島系: 0.03% - その他の人種: 0.17% - 混血: 0.73% - ヒスパニック・ラテン系: 0.70% 先祖による構成 - アイルランド系：15.8% - イギリス系：13.8% - フランス系：13.2% - アメリカ人：9.9% - イタリア系：9.6% - ドイツ系：6.3% - ポーランド系：5.8% - フランス系カナダ人：5.3% 言語による構成 - 英語：95.6% - フランス語：1.4% - スペイン語：1.2% | 年齢別人口構成 - 18歳未満: 23.2% - 18-24歳: 8.3% - 25-44歳: 27.7% - 45-64歳: 25.8% - 65歳以上: 15.0% - 年齢の中央値: 40歳 - 性比（女性100人あたり男性の人口） - 総人口: 94.7 - 18歳以上: 92.0 世帯と家族（対世帯数） - 18歳未満の子供がいる: 29.8% - 結婚・同居している夫婦: 51.3% - 未婚・離婚・死別女性が世帯主: 10.1% - 非家族世帯: 34.8% - 単身世帯: 27.9% - 65歳以上の老人1人暮らし: 11.2% - 平均構成人数 - 世帯: 2.39人 - 家族: 2.92人 収入と家計 - 収入の中央値 - 世帯: 36,743米ドル - 家族: 44,742米ドル - 性別 - 男性: 31,094米ドル - 女性: 23,964米ドル - 人口1人あたり収入: 18,874米ドル - 貧困線以下 - 対人口: 10.9% - 対家族数: 7.1% - 18歳未満: 13.3% - 65歳以上: 8.8% |

## 政治
| 年     | 民主党       | 共和党       |
| ------ | ------------ | ------------ |
| 2012年 | 59.7% 17,088 | 37.9% 10,835 |
| 2008年 | 61.2% 19,355 | 36.7% 11,584 |
| 2004年 | 51.3% 15,904 | 46.7% 14,440 |
| 2000年 | 47.7% 13,990 | 46.1% 13,546 |

## 都市と町
| - ベンソン町 - ブランドン町 - キャッスルトン町 - チッテンデン町 - クラレンドン町 - ダンビー町 - フェアヘイブン町 - ハバードトン町 - アイラ町 - キリングトン町 - メンドン町 - ミドルタウンスプリングス町 - マウントホリー町 - マウントテイバー町 - ポーレット町 | - ピッツフィールド町 - ピッツフォード町 - プールトニー町 - プールトニー村 - プロクター町 - ラトランド町 - ラトランド市 - 郡庁所在地 - シュルーズベリー町 - サドベリー町 - ティンマス町 - ウォーリングフォード町 - ウェルズ町 - ウェストヘイブン町 - ウェストラトランド町 |